# Hideyuki Ōhashi
Pour les articles homonymes, voir Ōhashi.
Hideyuki Ōhashi (大橋 秀行, Ōhashi Hideyuki) est un boxeur japonais né le 8 mars 1965 à Yokohama.

## Carrière
Passé professionnel en 1985, et malgré deux défaites pour le titre mondial WBO des poids mi-mouches, il devient champion du monde des poids pailles WBC le 7 février 1990 aux dépens du sud-coréen Choi Jum-hwan. Vainqueur du combat revanche, il bat ensuite Napa Kiatwanchai avant d'être à son tour battu par Ricardo López le 25 octobre 1990. Ōhashi relance sa carrière le 14 octobre 1992 après un succès face au champion WBA des poids pailles, Choi Hi-yong, mais ce n'est que de courte durée puisqu'il perd contre Chana Porpaoin dès le combat suivant le 10 février 1993. Il se retire alors des rings sur un bilan de 19 victoires et 5 défaites.

## Référence
1. ↑  (en) 1990-02-07 : Hideyuki Ohashi 105 lbs beat Jum-Hwan Choi 105 lbs by KO at 2:11 in round 9 of 12 (boxrec.com)